# Syllegomydas elachys
Syllegomydas elachys is een vliegensoort uit de familie Mydidae. De wetenschappelijke naam van de soort is voor het eerst geldig gepubliceerd in 2010 door Dikow.
De soort komt voor in Zimbabwe.